# ألين تاكر (عسكري)
ألين تاكر (بالإنجليزية: Allen Tucker) هو عسكري أمريكي، ولد في 1838 في لايم في الولايات المتحدة، وتوفي في 22 فبراير 1903.